# Mistress of Spices
The Mistress of Spices, titulada La joven de las especias en España y Los Secretos de la Pasión en Latinoamérica, es una película de 2006 de Paul Mayeda Berges, con un guion de Gurinder Chadha y Berges. Se basa en la novela The Mistress of Spices de Chitra Banerjee Divakaruni. Su protagonista es la estrella de cine indio Aishwarya Rai. La banda sonora fue creada por Craig Pruess, que también contribuyó a la banda sonora de Bend It Like Beckham.

## Sinopsis
Tilo (Aishwarya Rai), una inmigrante de la India, es comerciante, clarividente, y una joven de las especias. Las especias que ofrece a sus clientes les ayudan a satisfacer sus necesidades y deseos, tales como "madera de sándalo para disipar los recuerdos dolorosos, o las semillas de comino negro para proteger contra el mal de ojo".
Cuando era niña, Tilo fue iniciada como una de varias jóvenes de las Especias por una madre primeriza (Zohra Sehgal), que advierte a los jóvenes acerca de las reglas que deben seguir si no quieren enfrentarse a las consecuencias. Se les instruye para no salir de sus respectivas tiendas en todo el mundo, no tocar la piel de las personas que conocen o no utilizar las especias para sus propios fines.
Tilo trabaja en la bahía de San Francisco en una tienda llamada "Bazar de las Especias". Los clientes de Tilo incluyen Haroun, un conductor de taxi (Nitin Ganatra); un abuelo (Anupam Kher) y su nieta Geeta nacida en Estados Unidos (Padma Lakshmi; Kwesi, un hombre que trata de impresionar a su novia (Adewale Akinnuoye-Agbaje); y Jagjit, un adolescente que pretende encajar en la escuela (Sonny Gill Dulay).
Un día su vida da un giro cuando un hombre(Dylan McDermott) tiene un accidente con su moto en la puerta de la tienda. Tilo atiende sus heridas mientras trata de ignorar su atracción mutua. Su vida cambia cuando él la toca y se enamoran. El motorista, Doug, es un arquitecto estadounidense.
Sin embargo, las especias son celosas, y pronto las cosas empiezan a ir mal en sus relaciones con los otros clientes. Haroun tiene un accidente, la situación de la familia de Geeta no mejora, Jagjit se relaciona con la gente mala en la escuela, y la novia de Kwesi rompe con él. Doug se encuentra con Tilo y le dice que su madre murió.
Tilo se da cuenta de que el origen de estas desgracias es la ruptura de las reglas, jura que va a volver a la India y pone un aviso de venta de la tienda. Antes de marchar, hace todo lo posible para ayudar a sus clientes una última vez y le dice a las especias que ella pasará una últimanoche con Doug, y luego se entregará totalmente a ellos. Cierra la tienda y se va con Doug. Tras una noche dulce, ella le deja una nota en la que le explica que tiene que irse y no puede regresar pero que ella siempre lo amará. Luego va a la tienda y prende fuego a las especias, quedando ella en el centro de las llamas.
Doug va en busca de Tilo y encuentra la tienda devastada. Pero Tilo sigue ahí, viva y consciente a duras penas. No hay ninguna señal de un incendio, pero ha habido un terremoto. Vemos una visión de la Primera Madre sentada en la playa, diciéndole que ya demostró su voluntad de renunciar a todo por las especias, ahora se puede tener todo y nunca la abandonará de nuevo. Doug se compromete a ayudar a su reconstrucción de la tienda, y ella vuelve a trabajar con él.

## Elenco
- Aishwarya Rai - Tilo
- Dylan McDermott - Doug
- Ayesha Dharker - Hameeda
- Nitin Ganatra - Haroun
- Sonny Gill Dulay - Jagjit
- Anupam Kher - Geeta abuelo
- Adewale Akinnuoye-Agbaje - Kwesi
- Toby Marlow - Young Doug (5-6 años)
- Caroline Chikezie - Myisha
- Padma Lakshmi - Geeta